# FS ALb 25
L'autorail FS ALb 25 est un autorail à moteur essence conçu et construit par Fiat Ferroviaria pour le transport local des voyageurs sur le réseau des FS Ferrovie dello Stato et d'autres sociétés de chemin de fer dans les années 1930.

## Histoire

### Les ALb 25 FIAT
Les autorails du groupe « ALb 25 »  immatriculés par les F.S. sous les numéros 101 et 102, représentent le projet novateur le plus important dans l'histoire du transport des voyageurs sur voie ferrée. Durant les années d'après la Première Guerre mondiale, la reprise économique et le besoin de mobilité des personnes commençait à augmenter. La série ALb 25, conçue avant 1930, sera fabriquée et mise en service en 1931 et sera immédiatement très appréciée des voyageurs pour les transports locaux péri-urbains.
L'ALb 25 fut construite en 2 exemplaires. Peu après, les FS commandèrent deux voitures remorques, classées R 101 & 102, comportant des dimensions identiques mais disposant d'un nombre de places assises plus important.
Cet autorail très simple ne comportait que deux essieux. L'ensemble était mono directionnel et disposait d'un seul moteur à l'avant. La caisse était très inspirée des autobus e l'époque avec un énorme radiateur frontal. Les bagages devaient être placés sur l'impériale. Il y avait 24 places assises et 16 debout.

### La Technique
L'autorail « ALb 25 » est l'un des tout premiers autorails à essence construits par Fiat Ferroviaria sans cahier des charges imposé par le « Service Matériels et Traction des FS-Ferrovie dello Stato » . La caisse disposait d'une structure tubulaire soudée qui reposait directement sur deux boggies. Aux extrémités on trouvait les dispositifs d'accrochage de remorque avec des tampons. 
Les boggies étaient très simples, formés d'un châssis en acier soudé composé de deux longerons qui recevaient la caisse avec des rouleaux de glissement. Les suspensions étaient à lames courtes de même type que sur les camions Fiat V.I.. Le moteur était situé au-dessus de l'essieu avant.
L'ALb 25 était équipée du moteur essence Fiat type 235A, 6 cylindres en ligne de 8 355 cm3, développant 55 kW/75 ch à 2 000 tr/min. Le moteur était un élément très classique de Fiat, en fonte avec des soupapes en tête.
La transmission était assurée par une boîte de vitesses Fiat à 4 vitesses plus marche arrière avec un embrayage multi-disques et un arbre de transmission doté de joints doubles, élastiques coulissants, et d'un pont réducteur dont le rapport était de 1/2,44 avec dispositif roue libre. Les radiateurs de refroidissement d'eau étaient placés en façade, devant le moteur.
L'installation électrique fonctionnait sous 24 V avec des batteries rechargées par une dynamo sur le moteur. Les freins étaient composés d'un système à air comprimé agissant sur les roues par des tambours selon le même principe que les camions et un frein à main agissant sur les boggies.

## Utilisation
Ces autorails n'ont pas connu un franc succès auprès des responsables du parc roulant des FS en raison de leur dérivation automobile trop prononcée et de leur moindre robustesse par rapport au matériel roulant traditionnel qui restait en service, à l'époque, pendant presque 50 ans. Seuls les deux exemplaires prototypes ont été fabriqués et lorsqu'ils ont été radiés, ils ont été détruits. Fiat Ferroviaria en tirera de grands enseignements et fera évoluer, dans le sens des demandes des FS ses futurs autorails en commençant avec le FS ALb 48 de 1932.
Une compagnie privée de transports, la "Société des Tramways de la province de Cremone", au début des années 1930, plutôt que d'investir dans l'électrification des lignes, envisageait de remplacer les liaisons ferroviaires locales par des autocars. En 1931, Fiat Ferroviaria proposa son autorail léger directement dérivé du type ALb 25. L'ingénieur Bortini rédigea une note technique sur le sujet mettant en avant une forte augmentation de la vitesse commerciale des liaisons et du confort des voyageurs. La partie financière du rapport faisait ressortir un équilibre (à l'horizon 1934) de la gestion de ces lignes dû à l'accroissement induit de la fréquentation et de l'économie de fonctionnement par rapport aux trains à vapeur. C'est ce qui conforta l'Administration Provinciale à approuver le projet et 8 autorails plus 5 remorques Fiat ALb 25 ont été livrées à Crémone en 1933 et 1934. Le premier autorail a été mis en service le 10 juillet 1933 et tous les matériels à vapeur ont été radiés l'été suivant.